# The Apache
The Apache er en britisk stumfilm fra 1925 instrueret af Adelqui Migliar.

## Medvirkende
- Adelqui Migliar
- Mona Maris som Lisette Blanchard
- Jameson Thomas som Gaston d'Harcourt
- Jerrold Robertshaw som Albert d'Harcourt
- Roger San Juana som Mario
- James Carrasco som Gaspard
- Doris Mansell som Armande